# Districte 9
Districte 9 (títol original: District 9) és una pel·lícula de l'any 2009 del gènere de ciència-ficció. Fou dirigida per Neill Blomkamp, d'un guió de Blomkamp i Terri Tatchell, i produïda per Peter Jackson. Fou interpretada per Sharlto Copley, Jason Cope, i Robert Hobbs. Està doblada al català.
El relat està adaptat de la pel·lícula de 2005 Alive in Joburg, un curtmetratge dirigit per Blomkamp, que tracta sobre la xenofòbia i l'apartheid. El títol i àmbit de District 9 estan inspirats en esdeveniments històrics que van tenir lloc a Sud-àfrica, durant el temps en què s'aplicava la política de segregació racial, en una zona residencial de Ciutat del Cap anomenada Districte sisè.

## Argument
Wikus van de Merwe (Copley) és un buròcrata amb la missió de reubicar una raça d'extraterrestres des de Johannesburg als afores de la ciutat. Després d'estar exposat a una substància que el transformarà lentament en un alienígena, Wikus comença a sentir empatia per aquests éssers marginats i que fins llavors mai no li havien interessat pas.

## Crítiques
La revista Rotten Tomatoes informà que el 90% dels crítics donen una visió positiva de la pel·lícula i que hi ha un consens sobre que és brillant, tècnicament imaginativa i plena d'acció.

## Actors
Sharlto Copley, Jason Cope, David James, Vanessa Haywood, Mandla Gaduka, Kenneth Nkosi, Eugene Khumbanyiwa, Louis Minnaar, William Allen Young